# Aulacus westwoodi
Aulacus westwoodi är en stekelart som beskrevs av Jean-Jacques Kieffer 1912. Aulacus westwoodi ingår i släktet Aulacus och familjen vedlarvsteklar. Inga underarter finns listade.